# Michal Volf
Michal Volf (* 9. července 1991) je český právník a manažer, od srpna 2022 ředitel Centra sportu Ministerstva vnitra (známého jako OLYMP). Působí rovněž jako předseda disciplinární komise Řídící komise pro Čechy při FAČR.

## Kariéra
Je známý otevřeným a komunikativním stylem vedení. Aktivně působí i na sociálních sítích, kde sdílí zákulisní informace o chodu Centra sportu a úspěších reprezentantů.

### Vzdělání a kariéra
Michal Volf je absolventem Právnické fakulty Západočeské univerzity v Plzni. Od roku 2016 působí na Ministerstvu vnitra, kde zastával různé pozice, včetně vedoucího Právního a organizačního odboru Správy uprchlických zařízení.

### Ředitel Centra sportu Ministerstva vnitra
Od 1. srpna 2022 je ředitelem Centra sportu MV – OLYMP, které se zaměřuje na podporu českých vrcholových sportovců.
Volf v rozhovoru uvedl, že jeho cílem je z OLYMPu vytvořit „sportovní rodinu, kde se neřeší jen výkony, ale i to, jak se sportovci mají“. Prosazuje také myšlenku duální kariéry – tedy kombinaci sportu s profesním nebo studijním rozvojem.

### Vize a cíle
Mezi hlavní priority jeho vedení patří:
- zkvalitnění financování českého sportu – zabezpečení více finančních prostředků do sportovního prostředí ČR[3]
- rozvoj týmové kultury uvnitř centra,
- podpora psychické pohody sportovců,
- spolupráce s Českým olympijským výborem a resortními centry[2],
- digitalizace tréninkového a organizačního prostředí,
- transparentní personální a ekonomické řízení[2].

### Ostatní aktivity
Michal Volf je předsedou disciplinární komise Řídící komise pro Čechy při FAČR a aktivně se účastní odborných konferencí souvisejících se sportovní správou a řízením veřejných institucí. Je také školitelem pro jiné státní i nestátní instituce, kterým přednáší na témata z oblasti managementu, práva či sportu. 

## Kauzy

### Kauza s Českým atletickým svazem
V lednu 2023 došlo k mediálně sledovanému sporu mezi Centrem sportu OLYMP a Českým atletickým svazem. OLYMP omezil přístup do atletické haly Otakara Jandery v pražské Stromovce pro sportovce z jiných resortních center, zejména z VICTORIE, což vyvolalo kritiku ze strany atletů a veřejnosti.
Ředitel Volf uvedl, že důvodem omezení byl nedostatek komunikace ze strany vedení VICTORIE ohledně zajištění tréninkových jednotek. Nakonec bylo dosaženo dohody, kdy byl umožněn přístup devíti vybraným sportovcům navrženým Českým atletickým svazem, včetně koulaře Tomáše Staňka.

### Ukončení sportovců  juda
Na jaře 2024 bylo se svazem juda dohodnuto, že OLYMP ukončuje svou dlouholetou činnost v oblasti juda, jelikož předložená strategie svazu juda neobsahuje dostatečný počet vrcholových sportovců, aby judo bylo zataženi ve dvou resortních center. Došlo k odchodu několika reprezentantů, včetně judisty Davida Klammerta a trenéra Petra Laciny, kteří opustili areál ve Stromovce.
Dle oficiálního vyjádření OLYMPu se ukončení juda uskutečnilo na základě interní strategické změny v rámci reorganizace sportovní podpory, která proběhla ve spolupráci s judem. 